# 因德尔·库马尔·古杰拉尔
因德尔·库马尔·古杰拉尔（英語：Inder Kumar Gujral，1919年12月4日—2012年11月30日）是一名印度政治家，1997年4月—1998年3月担任第12任印度总理。古杰拉尔是来自印度联邦院的第三位总理，第一位是英迪拉·甘地。

## 生平
因德尔·库马尔·古杰拉尔1919年出生于现今巴基斯坦的杰赫勒姆市。早年参加反对英国统治的争取自由斗争，两次入狱。1947年巴基斯坦独立时同家人一起迁居到印度。他于1964年参加议会，成为一位国大党议员，1967年至1976年，作为英迪拉·甘地总理的亲密盟友，担任政府要职。1976年至1980年任印度驻苏联大使，后来脱离国大党，加入社会主义的人民党。1997年高达总理在议会中因不信任投票下台后，他作为联合阵线新领导人被夏尔马总统任命为新总理。1998年3月辞职。2012年因肺部感染去世，遺體於Smriti Sthal火化。

## 自传
- I. K. Gujral: Matters of Discretion: An Autobiography（英语：Matters of Discretion）, Hay House, India, 519页, 2011年2月. ISBN 978-93-8048-080-0. Distributors: Penguin books, India（页面存档备份，存于）. (The only autobiography by an Indian PM)